# A Sky Full of Ghosts
"A Sky Full of Ghosts" (n.đ. Bầu trời đầy ma) là tập 4 trong tổng số 13 tập trong bộ phim tài liệu về khoa học ở nước Mỹ: Cosmos: A Spacetime Odyssey (Vũ trụ: Chuyến du hành không-thời gian), được trình chiếu vào năm 2014. Chương trình này dựa theo phim tài liệu trước đó của Carl Sagan được trình chiếu trên PBS(Public Broadcasting Service - "Dịch vụ Truyền thông Công cộng". Có thể nói, đây được coi là một cột mốc quan trọng cho phim tài liệu khoa học. Chương trình được trình bày bởi nhà vật lý thiên văn Neil deGrasse Tyson.
- Đạo diễn: Brannon Braga
- Ngày chiếu: 30/3/2014 (trên Fox) và 31/3/2024 (trên National Geographic Channel)
- Lượng người xem (Ở Mỹ): 3.91 triệu người
Tyson bắt đầu tập phim bằng cách giải thích khái niệm của tốc độ ánh sáng (≈ 300 000 km/h). Sau đó, Tyson giải thích rằng chúng ta chỉ quan sát được 1 vùng của vũ trụ là do tốc độ ánh sáng. Ánh sáng đi đến đâu, chúng ta sẽ nhìn được không gian của vũ trụ đến đó (Ánh sáng đã đi được hàng tỉ năm).  Tyson tiếp tục giải thích cách mà thiên văn học hiện đại đã sử dụng các phân tích qua thời gian để xác định các sự kiện vụ nổ Big Bang và tuổi của vũ trụ hiện nay.
Tyson tiến hành mô tả cách thức làm việc của Isaac Newton, William Herschel, Michael Faraday và James Clerk Maxwell trong việc đóng góp vào sự hiểu biết tính chất của sóng điện từ và lực hấp dẫn, và làm thế nào mà công việc này lại dẫn tới việc hình thành thuyết tương đối của Albert Einstein, rằng tốc độ của ánh sáng là một hằng số cơ bản của vũ trụ và trọng lực có thể được xem như là sự biến dạng của kết cấu của không-thời gian. Tyson mô tả khái niệm của các sao tối (là sao chứa một hàm lượng lớn vật chất tối neutralino), không thể nhìn thấy nhưng có thể phát hiện bằng cách theo dõi các ngôi sao khác bị mắc kẹt trong giếng trọng lực của những ngôi sao này. Đó là một ý tưởng mà Herschel sử dụng để khám phá sao đôi.
Tyson sau đó mô tả tính chất của lỗ đen, lực hấp dẫn khổng lồ của họ thậm chí có thể nắm bắt ánh sáng, và khám phá của họ thông qua các nguồn tia X như Cygnus X-1. Tyson sử dụng tàu của tưởng tượng để cung cấp một định đề của sự cong của không-thời gian và thời gian giãn nở như khi đi vào chân trời sự kiện của lỗ đen, và khả năng này có thể dẫn đến các khả năng khác trong vũ trụ, hoặc thậm chí du hành xuyên thời gian. Tyson kết thúc tập phim bằng việc trình bày cách con trai của Herschel tên là John lấy cảm hứng từ cha mình để tiếp tục thu thập tài liệu về các ngôi sao.